# Karel Žďárský (konstruktér)
Karel Žďárský (* 23. července 1937 Miskolezy) je český strojař, technik a konstruktér zemědělských strojů, nástrojů a nástaveb.
Žďárského od dětství zajímala zemědělská technika, kterou využíval při práci jeho otec - sedlák. Podařilo se mu v roce 1955 vystudovat Zemědělskou technickou školu v Litomyšli, ale ke studiu na vysoké škole nebyl připuštěn. Po absolvování základní vojenské služby nastoupil nejprve do STS Jaroměř, v roce 1960 přešel do Jednotného zemědělského družstva ve východočeských Dolanech u Jaroměře jako mechanizátor - konstruktér, u čehož zůstal až do roku 1992.
Postupně navrhl množství úprav a inovací tehdy používaných zemědělských strojů, až nakonec dospěl k rozhodnutí řešit věc koncepčně a postavit nový specializovaný stroj pro polní práce. Po konzultacích s odborníky zpracoval projekt zemědělského kolového traktoru s kloubovým podvozkem, a během jediného roku za pomoci nadšených spolupracovníků postavil speciální víceúčelový zemědělský tahač ŠT 180 s využitím maximálního počtu dílů ze sériových nákladních vozů LIAZ 706 MT.
V roce 1992 založil K. Žďárský spolu se svým synem a dvěma dalšími společníky FARMET spol. s r.o., Česká Skalice (IČ 46507744), podnikající mj. v oboru výroby a oprav zemědělských strojů nebo stavby strojů s mechanickým pohonem. Zmíněný syn Ing. Karel Žďárský (nar. 5. 11. 1964, původní profesí kybernetik) je dnes také jediným akcionářem a současně generálním ředitelem současné Farmet a. s., Česká Skalice (IČ 46504931), která má cca 200 zaměstnanců a specializuje se zemědělskou techniku: dlátové kypřiče, diskové i radličkové podmítače, secí stroje, lisy pro zpracování olejnatých semen atd.
Roku 2008 udělila Karlu Žďárskému Agrární komora České republiky čestnou medaili za mimořádný osobní přínos pro zemědělské odvětví.